# Ángeles S.A.
Ángeles S.A. (uit het Spaans: "Engelen bv") is een Spaanse film onder regie van Eduard Bosch. Hij is opgenomen in de zomer van 2007 in Madrid.

## Verhaal
De film vertelt het verhaal van Carlos, een man van middelbare leeftijd die getrouwd is met Julia. Ze hebben twee kinderen: María Isabel, hun zingende dochter, en Dani, hun toekomstige familiefotograaf. Vlak voordat Carlos een belangrijke beslissing over zijn werk moet nemen, verongelukt hij.
Als hij in de hemel komt ziet hij dat María geen beschermengel heeft. Daarom wordt hij dit voor haar. In de hemel leert hij de bazin van de beschermengelen kennen: Simona. Ze geeft hem toestemming om terug te gaan naar de aarde om María te helpen.
De film bevat humor en emoties, en liedjes van María Isabel.

## Filmmuziek
María Isabel zingt de liedjes uit de film.
Gelijk brengt ze haar 4e cd uit; Ángeles S.A, het album van de film.
Er staan 12 nummers op; 9 liedjes & 3 karaokes
Deze cd heeft dezelfde naam als de film: Ángeles S.A.

## Rolverdeling
| Acteur          | Personage    |
| --------------- | ------------ |
| María Isabel    | María Isabel |
| Pablo Carbonell | Carlos       |
| Silvia Marsó    | Julia        |
| Oscar Casas     | Dani         |
| Anabel Alonso   | Simona       |
| Juan José Pardo | Luis         |